# Rhadinomerus leai
Rhadinomerus leai – gatunek chrząszcza z rodziny ryjkowcowatych i podrodziny Molytinae.
Gatunek ten opisany został w 1913 roku przez Arthura Millsa Lea jako Mechistocerus similis. Nazwa ta była jednak młodszym homonimem i w 1936 roku Alphonse Hustache nadał gatunkowi nową nazwę Mechistocerus leai. Później gatunek przeniesiono do rodzaju Rhadinomerus.
Samce mają od 7 do 7,5 mm, a samice od 9 do 10 mm długości ciała. Ubarwienie czarne z czerwonymi czułkami i stopami. Ryjek samca jest cienki, ma trzy wąskie listewki w nasadowej ⅓ długości, a czułki osadzone są w ⅓ długości licząc od wierzchołka. Ryjek samicy jest jeszcze cieńszy i dłuższy, pozbawiony listewek, drobniej i rzadziej punktowany, a czułki osadzone są bliżej połowy jego długości. Umiarkowanie poprzeczne przedplecze ma silnie zaokrąglone boki i obecne jest na nim żeberko środkowe. Obrys dość krótkich pokryw jest prawie sercowaty, u nasady trójfalisty, a na ich powierzchni, obok rzędów punktów, obecne granulowanie w części nasadowej. Uda mają ostre ząbki; te tylnej pary sięgają poza wierzchołek pokryw.
Ryjkowiec australijski, znany z Queensland.